# Tenet

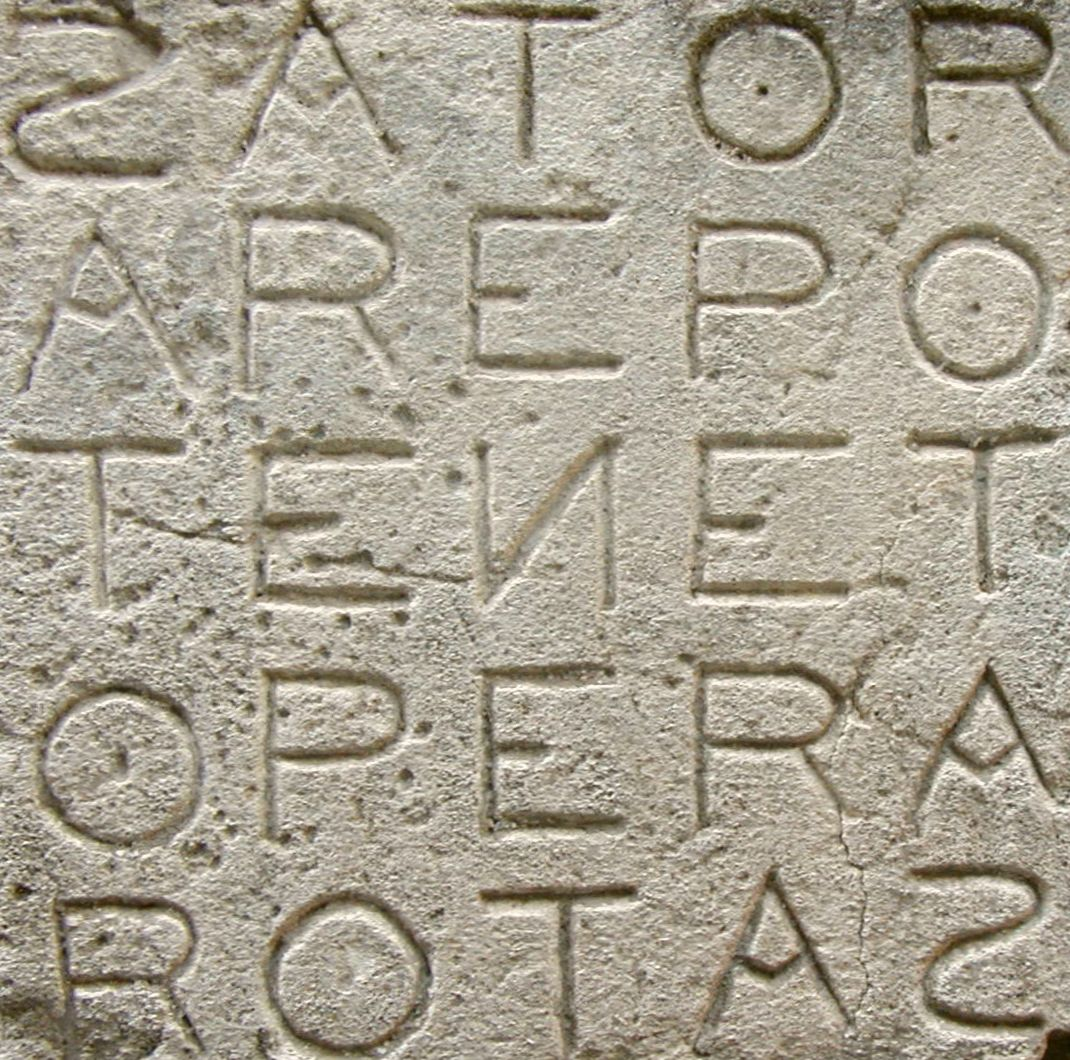
Łaciński plac Sator z I wieku, który zainspirował tytuł filmu, a także imiona dwóch postaci (Sator i Arepo, fałszerz Goya), miejsce sekwencji otwierającej (Opera) oraz nazwę firmy ochroniarskiej Sator (Rotas).

Tenet (tyt. stylizowany: TENƎꓕ)– amerykańsko–brytyjski thriller science fiction z 2020 roku w reżyserii Christophera Nolana.

## Obsada
- John David Washington jako Protagonista
- Robert Pattinson jako Neil
- Elizabeth Debicki jako Kat
- Dimple Kapadia jako  Priya
- Aaron Taylor-Johnson jako Ives
- Clémence Poésy jako Laura
- Michael Caine jako Michael Crosby
- Kenneth Branagh jako Andrei Sator
- Yuri Kolokolnikov jako Quinton
- Himesh Patel jako Mahir
- Fiona Dourif jako Wheeler
- Wes Chatham jako Sammy
- Martin Donovan jako Victor
- Andrew Howard jako Stephen
- Marcel Sabat jako wychudzony Rosjanin
- Jack Cutmore-Scott
- Denzil Smith jako Liam
- Mark Krenik jako Toby
- Rich Ceraulo Ko jako Timmy
- Laurie Shepherd jako Max

## Produkcja
Zdjęcia do filmu kręcono od maja do listopada 2019 roku w siedmiu krajach (Estonia, Wielka Brytania, Norwegia, Dania, Włochy, USA i Indie), położonych na trzech kontynentach.
Najwięcej scen nakręcono w Estonii, w tym początkowe z halą Linnahall w Tallinnie "odgrywającą rolę" opery kijowskiej. Inne tallińskie obiekty pojawiające się w filmie to m.in. budynek sądu Liivalaia, Muzeum Sztuki Kumu, pomnik Maarjamäe, Telliskivi Creative City, hotel Hilton Tallinn Park, autostrada Pärnu maantee, most Saarepiiga sild czy podmiejski port Muuga.

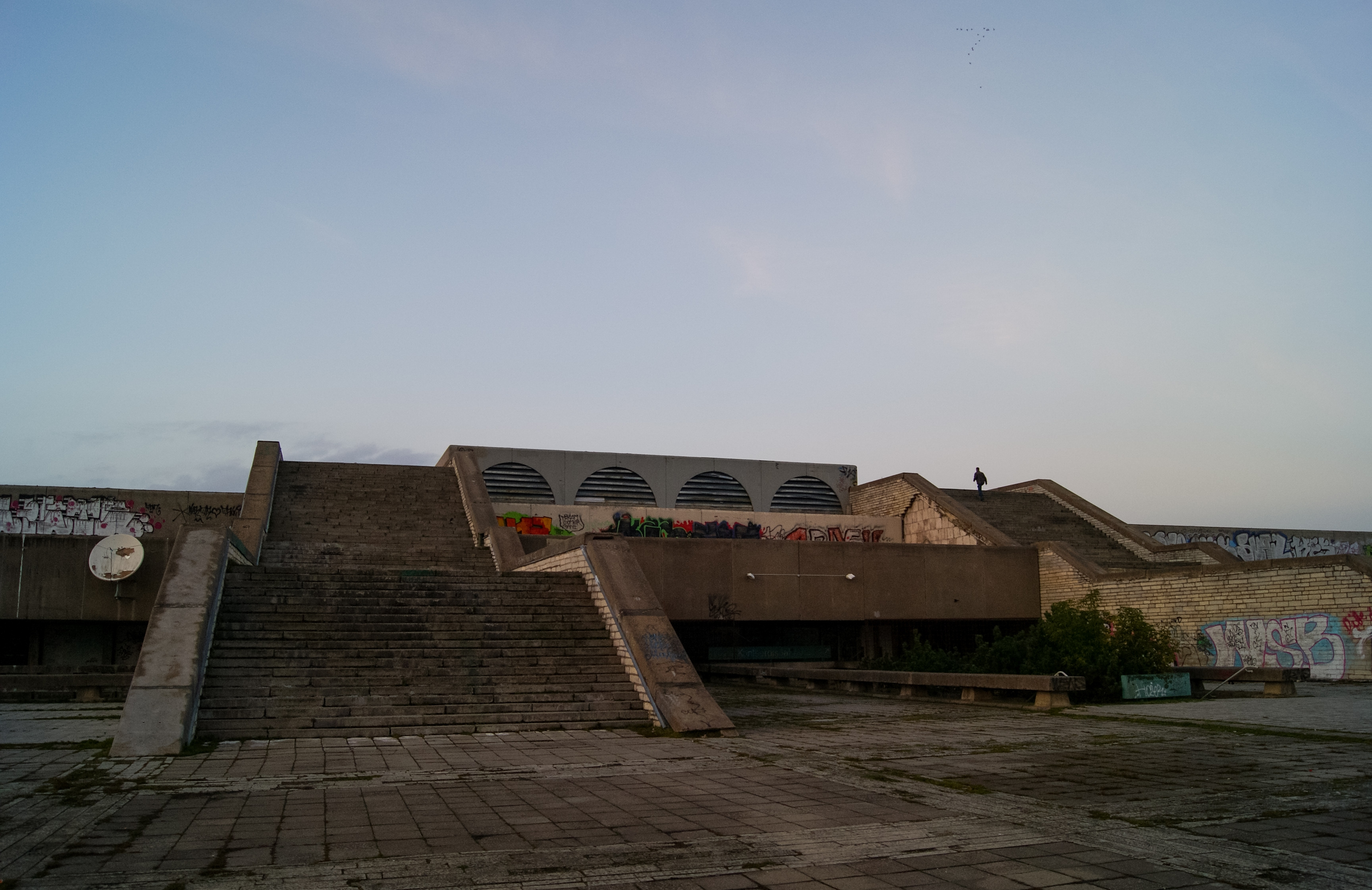
Hala Linnahall w Tallinnie
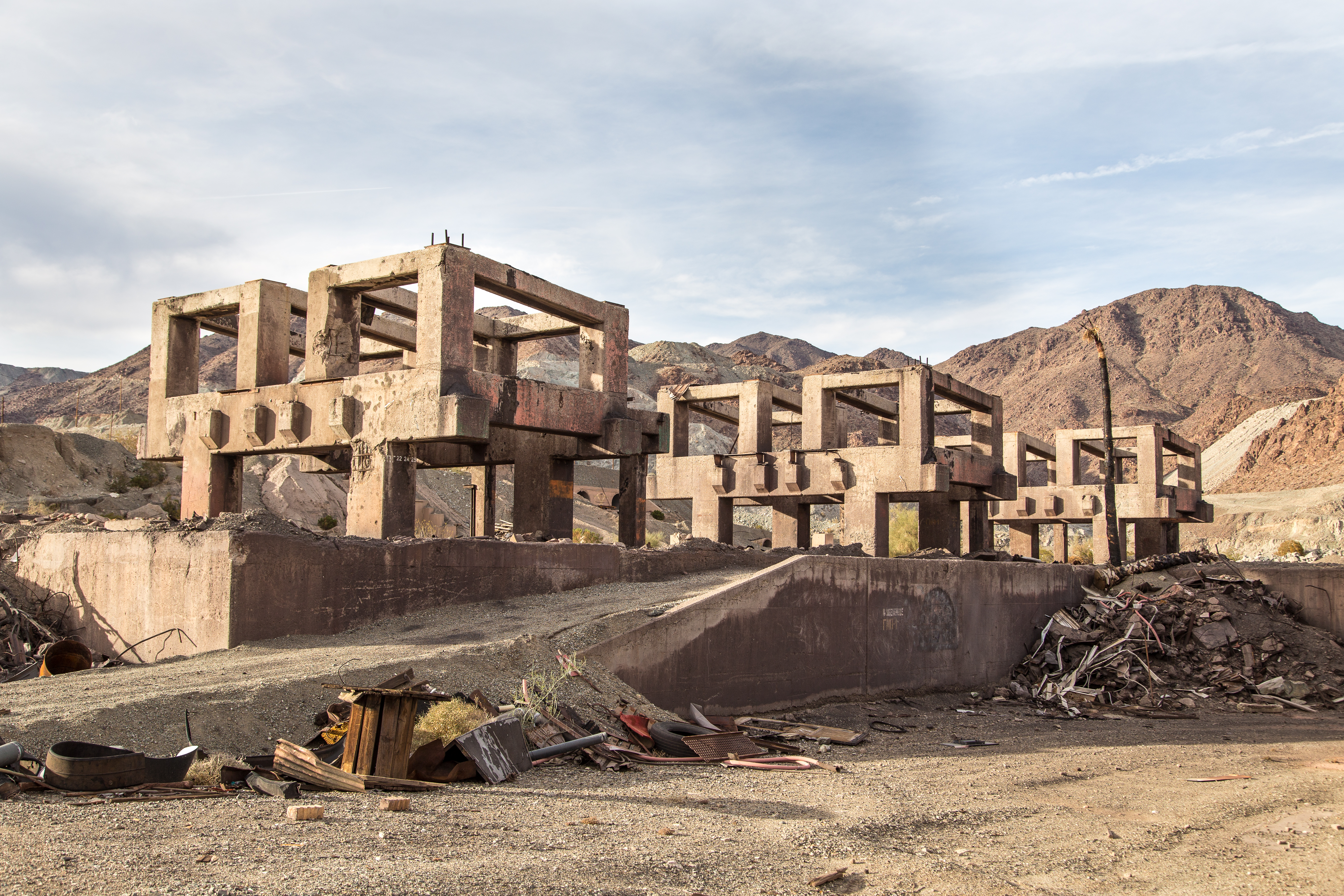
Ruiny Eagle Mountain

Spośród angielskich lokacji wiele scen nakręcono w Londynie (np. restauracja Locanda Locatelli, The Reform Club, National Liberal Club, Cannon Hall w dzielnicy Hampstead). W Norwegii powstały ujęcia zrealizowane w Oslo - na dachu nowoczesnej opery oraz w artystycznej dzielnicy Tjuvholmen, a w Danii - na farmie wiatrowej Nysted, położonej na południe od wyspy Lolland. Włoska część zdjęć została nakręcona w Amalfi, Ravello i Maiori na Wybrzeżu Amalfi w Kampanii.
Katastrofę samolotu 747 nakręcono na lotnisku Southern California Logistics Airport w Victorville. W Kalifornii wykorzystano też krajobraz miasteczka-widma Eagle Mountain, położonego w Parku Narodowym Joshua Tree, lotnisko w Los Angeles oraz opuszczone centrum handlowe w Hawthorne. Indyjską część zdjęć kręcono w Mumbaju (widoczna jest m.in. Brama Indii).

## Odbiór
Tenet zarobił łącznie 58 milionów dolarów w Stanach Zjednoczonych i Kanadzie, a 305 milionów w pozostałych państwach; przynosząc łącznie 363 miliony USD przychodu z biletów w kinach. 
Film spotkał się z pozytywną reakcją krytyków. W serwisie Rotten Tomatoes 70% z 346 recenzji jest pozytywne, a średnia ocen wyniosła 6,90/10. Na portalu Metacritic średnia ocen z 50 recenzji wyniosła 69 punktów na 100.

## Zobacz również
- Podróże w czasie jako motyw literacki i filmowy